# بورجوان
بورجوان یک منطقهٔ مسکونی در الجزایر است که در ناحیه ثنیه واقع شده‌است. بورجوان ۴٫۴ کیلومتر مربع مساحت دارد ۴۷۰ متر بالاتر از سطح دریا واقع شده‌است.